# 鄚子添
鄚子添（越南语：／，？—1809年）是越南舊阮的一名將領，官職為河僊鎮守。他是鄚天賜之子，也是鄚子泩的同母弟。母親是一名暹羅女子。
1780年，父親鄚天賜受到陷害在暹羅自殺，鄚氏族人多被暹羅王鄭昭處死，其餘越南流亡者被驅逐到郊外。鄚子添與兄弟鄚子泩、鄚子浚三人當時年幼，被暹羅的高棉族官員披耶·甲叻洪 (波)（高羅歆卟）救下並撫養長大。拉瑪一世奪得暹羅王位後，鄚氏族人及被流放的越南人獲准回到曼谷居住。
此後，鄚子添長期居住在暹羅。1799年，因管理河僊的暹羅官員陳蘇殘暴而不得人心，鄚氏舊臣武世登前往暹羅控告陳蘇。二王瑪哈·索拉辛哈那大怒，於是授予鄚子添「昭丕雅羅他」（Chao Phraya Rotta）的暹羅爵位，世襲河僊鎮守之職，同大臣品級。
鄚子添到河僊後，將陳蘇逮捕，送回暹羅。隨後，他前去嘉定拜謁阮福映，被封為河僊鎮正欽差鎮守、該奇、添祿侯，令其往河僊招徠民人。1805年，擢為掌奇。1807年，鄚子添出使暹羅，由其侄鄚公榆權領鎮務。中國學者戴可來認為，鄚子添可能是以暹羅的附庸王侯身份，親自去曼谷弔唁三王阿努拉特韋。
1809年，鄚子添逝世。此時阮朝已鞏固其對國內的統治，遂不允許暹羅涉足河僊鎮事務。阮福映派遣吳依儼、黎進講前去接收了河僊鎮，將其變為越南的直轄領土。至1818年，才任命鄚公榆為河僊鎮守。